# Desmatochelys lowi
La desmatochelide (Desmatochelys lowi) è una tartaruga estinta, appartenente ai protostegidi. Visse nel Cretaceo superiore (Turoniano - Campaniano, circa 90 - 82 milioni di anni fa) e i suoi resti fossili sono stati ritrovati in Nordamerica.

## Descrizione
Questa tartaruga era di dimensioni medio - grandi, e il solo carapace poteva raggiungere un metro e mezzo di lunghezza. Il cranio era lungo circa 20 centimetri e largo 14, con grandi ossa nasali. Le coane erano in posizione molto avanzata; erano presenti piccoli forami palatini posteriori. L'omero indica che le zampe anteriori erano a forma di pagaia. Il piastrone era solo debolmente unito al carapace superiore. 

## Classificazione
Desmatochelys lowi venne descritta per la prima volta nel 1894, sulla base di resti fossili provenienti dalla formazione Niobrara del Kansas. Per molto tempo, questa tartaruga ebbe una classificazione confusa, e le sue parentele rimasero incerte: alcuni la classificarono come un membro primitivo dei chelonidi attuali (Mlynarski, 1976), oppure come una parente dell'attuale tartaruga liuto insieme all'altrettanto antica Corsochelys. Analisi cladistiche più recenti (Hirayama, 1998; Kear e Lee, 2006) hanno dimostrato invece che Desmatochelys potrebbe rappresentare un membro piuttosto arcaico dei protostegidi, probabilmente affine a Rhinochelys (di dimensioni molto minori). Fossili di Desmatochelys sono stati ritrovati anche nella formazione Trent River nell'Isola di Vancouver, a suggerire una distribuzione molto ampia di questo animale (Nicholls, 1992). A questo genere è stato a volte attribuito anche l'omero parziale e gigantesco della tartaruga nota come Atlantochelys (Hay, 1908).